# Slag bij de Piramiden
De Slag bij de Piramiden vond plaats op 21 juli 1798 bij de piramiden van Gizeh.
De Fransen probeerden Egypte te veroveren. Napoleon had tijdens de slag tegen zijn mannen gezegd: "40 eeuwen kijken op u neer". Daarmee duidde hij op de nabije piramiden. Het verhaal gaat dat de kanonniers van Napoleon als oefening de neus van de Sfinx van Gizeh zouden hebben beschoten (onzeker).
De heersers over Egypte waren toen de islamitische mammelukken. Ze waren slecht uitgerust om een modern leger te bestrijden en werden door de Fransen verslagen, onder andere door toedoen van de jonge generaal Louis Charles Antoine Desaix.
Na de slag vonden geleerden en historici in dienst van Napoleon de Steen van Rosetta. Met deze steen werd het Egyptische hiërogliefenschrift ontcijferd.
Het liep echter niet goed af met de expeditie van Napoleon. Zijn vloot werd verslagen in de Slag bij de Nijl (1798). De soldaten raakten uitgehongerd en door de pest werd het leger sterk uitgedund. Napoleon verliet noodgedwongen Egypte en keerde naar Frankrijk terug.
- Gemeinsame Normdatei: 7527686-0